# Ball de Rams de Sant Martí de Provençals
El Ball de Rams de Sant Martí de Provençals és un ball tradicional que se celebra anualment durant les celebracions de la festa major del barri del Clot - Camp de l'Arpa. Es fa cada 11 de novembre. A la plaça del Canonge Rodó, a la sortida de la missa major, l'Esbart Sant Martí balla aquesta dansa tradicional amb la participació de totes les seccions de l'entitat.
Abans no es deixés de representar, la dansa es feia a l'ermita del sant, a l'actual parc de Sant Martí. Però quan l'Esbart Sant Martí el va recuperar, es va traslladar a la parròquia del Clot i fins i tot es va arribar a representar dins l'església, per bé que el lloc definitiu del ball és a la plaça. Des de l'any 2014, s'ha recuperat la participació espontània del públic en la ballada, que acaba amb el repartiment de coca i pastissos entre els assistents, a més d'un ventall commemoratiu de la festa.